# Karton (Kunst)

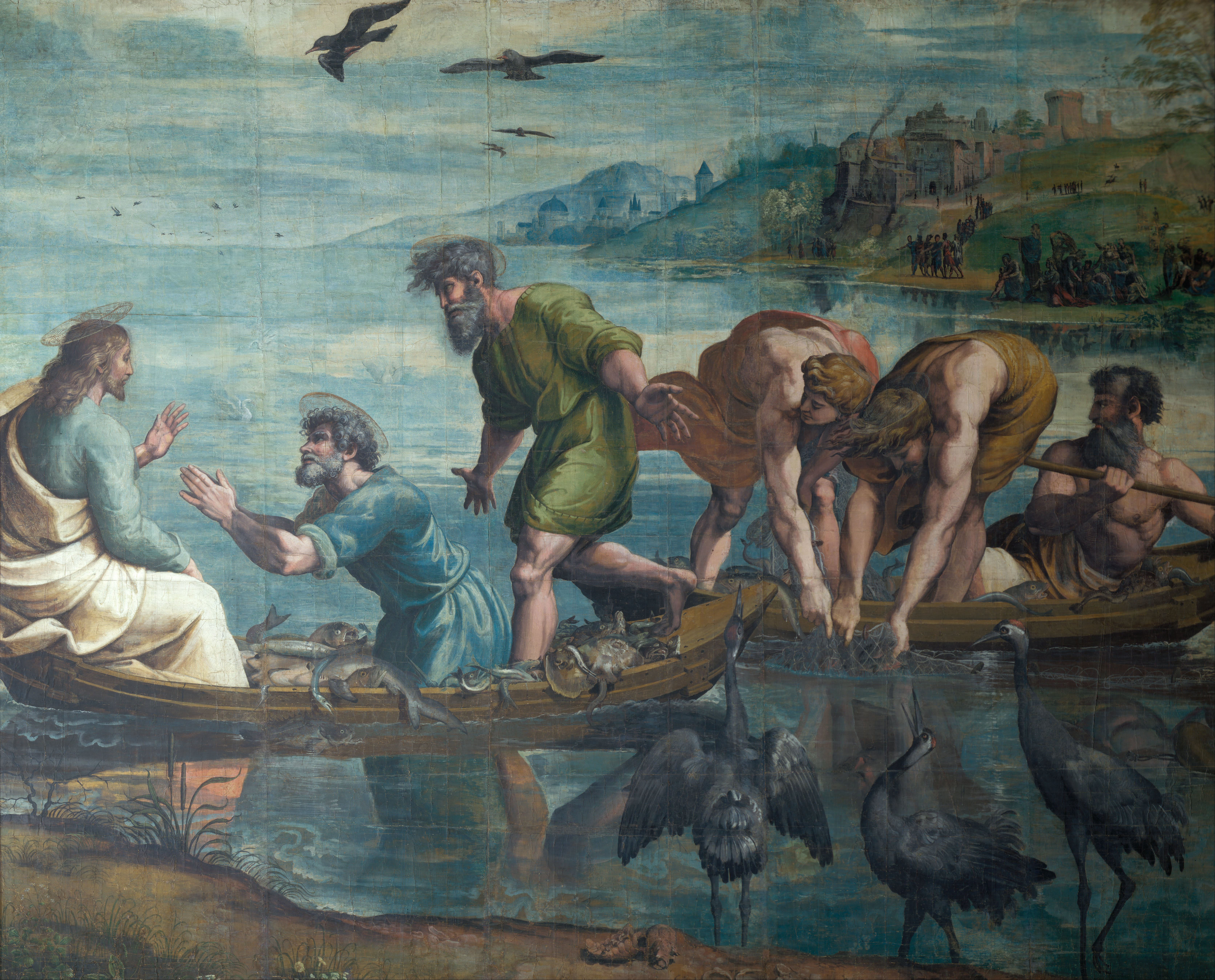
Petri Fischzug, Karton Raffaels, Victoria and Albert Museum, London

Als Karton bezeichnet man in der bildenden Kunst eine Vorlage in Originalgröße für Fresken, Sgraffiti, Mosaike, Bühnenbilder, Bleiverglasungen oder Webteppiche, die vom Künstler erstellt und als Vorlagen zur Ausführung in den jeweiligen Techniken dienen. Diese kann in Manufakturen umgesetzt werden. 
Für Freskenmalereien wird diese Methode gewählt, da zügig auf dem frischen Putz gearbeitet wird, was eine ausgearbeitete Vorzeichnung erfordert. 
Kartons wurden häufig nach der Umsetzung aufbewahrt, entweder um als Vorlage für eine von vorneherein vorgesehene, weitere Umsetzung zu dienen (beispielsweise bei Tapisserien, die in größerer Stückzahl produziert werden sollten) oder als Sicherheit, um bei einer Beschädigung z. B. ein Fenster oder eine Wandmalerei wiederherstellen zu können. Daher sind mitunter Kartons von längst zerstörten Kunstwerken erhalten geblieben. Andererseits waren Kartons durch ihr großes Format immer in der Gefahr, beschädigt oder aus Platzgründen „entsorgt“ zu werden.

## Tapisserie
In der Bildwirkerei wird eine solche Vorlage seit dem Mittelalter auf dem Webstuhl unter den Kettfäden befestigt und dient dem Weber als Richtlinie. Bei der Illustration Petri Fischzug von Raffael erkennt man deutlich jenes Gitterraster, das den Bildwirkern zum Abgrenzen ihrer jeweiligen Arbeit diente.
Die Kartone des Peter Paul Rubens für die Tapisserie im Kölner Dom (wird meist nur zu Ostern oder zur Weihnachtszeit gezeigt) oder für den Triumph der Maria Medici gelten ihrerseits als Meisterwerke.

### Hochschulschriften
- Rudolf Freiherr Hiller von Gaertringen: Raffaels Lernerfahrungen in der Werkstatt Peruginos: Kartonverwendung und Motivübernahme im Wandel (= Kunstwissenschaftliche Studien. Band 76), Deutscher Kunstverlag München / Berlin 1999, ISBN 3-422-06242-4 (Dissertation Universität Tübingen 1996, 431 Seiten mit zahlreichen Illustrationen 27 cm unter dem Titel: Aspekte Raffaelscher Lernerfahrung im Atelier Peruginos).